# Europaspiele 2023/Teilnehmer (EOC Refugee Team)
| Gelbes Symbol für Goldmedaillen mit stilisierten Olympischen Ringen | Graues Symbol für Silbermedaillen mit stilisierten Olympischen Ringen | Braundes Symbol für Bronzemedaillen mit stilisierten Olympischen Ringen |
| ------------------------------------------------------------------- | --------------------------------------------------------------------- | ----------------------------------------------------------------------- |
| —                                                                   | —                                                                     | —                                                                       |

Das EOC Refugee Team war eine Mannschaft, die bei den Europaspielen 2023 in Krakau zum ersten Mal teilnahm. Startberechtigt waren Sportler, welche als anerkannte Flüchtlinge in einem europäischen Land lebten. Das Team bestand aus vier Athleten.

## Teilnehmer nach Sportarten

### Boxen
| Athleten             | Wettbewerb                | 1. Runde      | 1. Runde | Achtelfinale   | Achtelfinale | Viertelfinale | Viertelfinale | Halbfinale    | Halbfinale    | Finale        | Finale        | Rang |
| Athleten             | Wettbewerb                | Gegner        | Ergebnis | Gegner         | Ergebnis     | Gegner        | Ergebnis      | Gegner        | Ergebnis      | Gegner        | Ergebnis      | Rang |
| -------------------- | ------------------------- | ------------- | -------- | -------------- | ------------ | ------------- | ------------- | ------------- | ------------- | ------------- | ------------- | ---- |
| Frauen               |                           |               |          |                |              |               |               |               |               |               |               |      |
| Cindy Djankeu Ngamba | Mittelgewicht (bis 75 kg) | Ani Howsepjan | 5:0      | Aoife O’Rourke | 2:3          | ausgeschieden | ausgeschieden | ausgeschieden | ausgeschieden | ausgeschieden | ausgeschieden | =9   |
| Männer               |                           |               |          |                |              |               |               |               |               |               |               |      |
| Farid Walizadeh      | Federgewicht (bis 57 kg)  | Freilos       | Freilos  | Nebil Ibrahim  | 0:5          | ausgeschieden | ausgeschieden | ausgeschieden | ausgeschieden | ausgeschieden | ausgeschieden | =9   |

### Taekwondo
| Athleten             | Wettbewerb                | Achtelfinale    | Achtelfinale | Viertelfinale      | Viertelfinale | Halbfinale                     | Halbfinale    | Finale        | Finale        | Rang |
| Athleten             | Wettbewerb                | Gegner          | Ergebnis     | Gegner             | Ergebnis      | Gegner                         | Ergebnis      | Gegner        | Ergebnis      | Rang |
| -------------------- | ------------------------- | --------------- | ------------ | ------------------ | ------------- | ------------------------------ | ------------- | ------------- | ------------- | ---- |
| Frauen               |                           |                 |              |                    |               |                                |               |               |               |      |
| Dina Pouryounes      | Nadelgewicht (bis 46 kg)  | Lana Komnenović | 2:1          | Sofia Zampetti     | 0:2           | Hoffnunsrunde: Minayə Əkbərova | 0:2           | ausgeschieden | ausgeschieden | =7   |
| Männer               |                           |                 |              |                    |               |                                |               |               |               |      |
| Kasra Mehdipournejad | Weltergewicht (bis 80 kg) | Matej Nikolić   | 2:0          | Jon Andoni Cintado | 0:2           | ausgeschieden                  | ausgeschieden | ausgeschieden | ausgeschieden | =9   |